# Розвідувальні війська

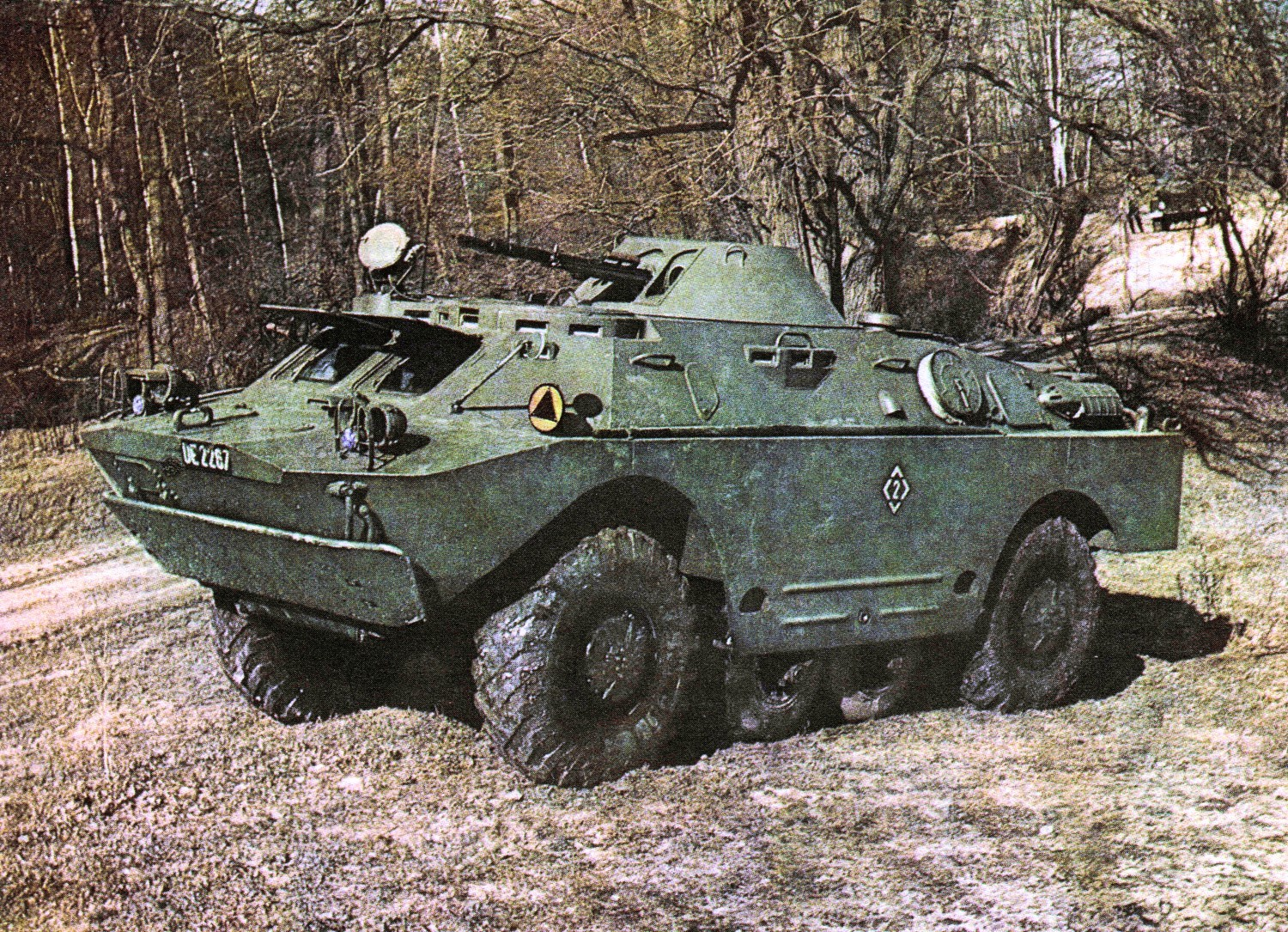
Бойова розвідувально-дозорна машина БРДМ-2

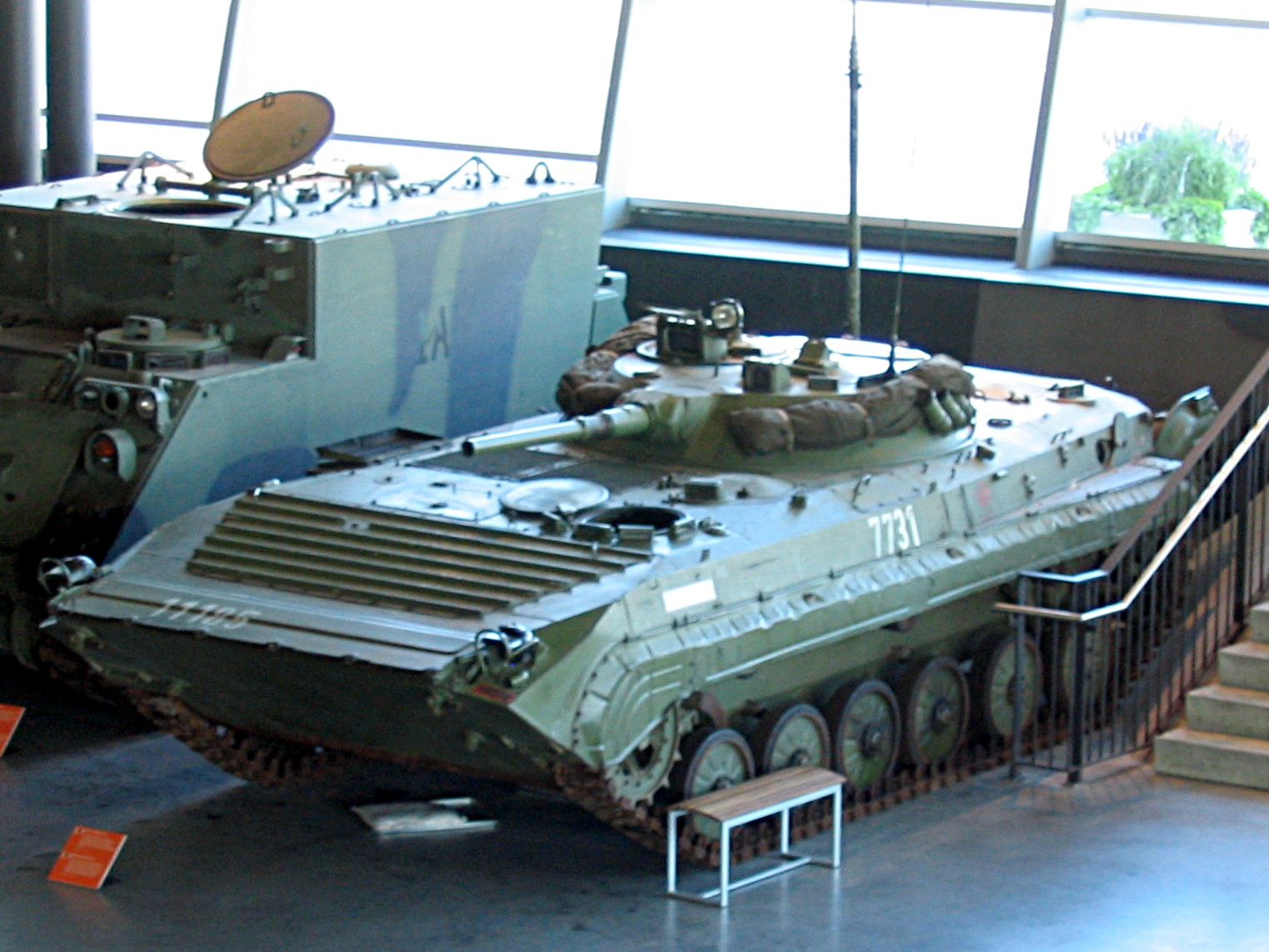
Бойова розвідувальна машина БРМ-1К

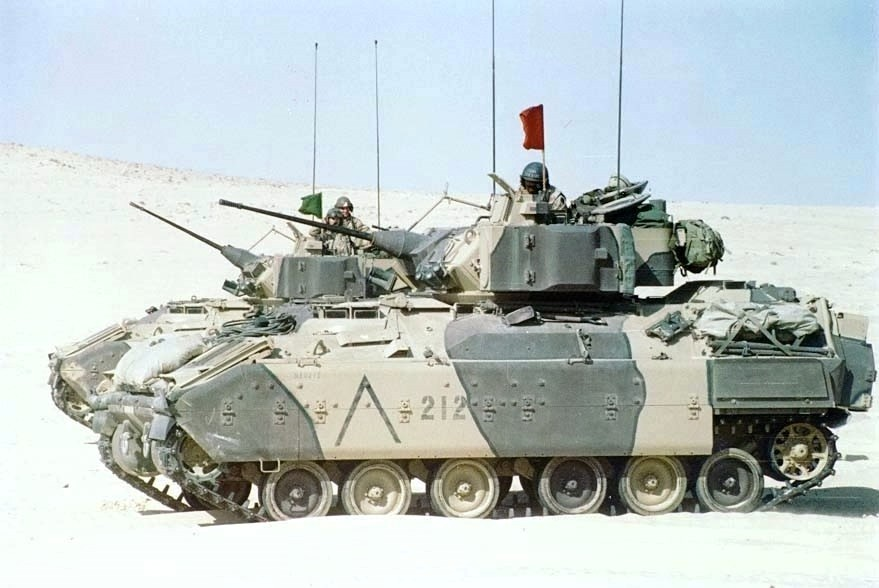
Бойова розвідувальна машина М-3. США

Розві́дувальні війська́ — неофіційна та неусталена назва підрозділів та частин військової розвідки, що відносяться до спеціальних військ і призначені для ведення військової розвідки з метою добування інформації про противника і райони воєнних дій, а також для виконання спеціальних завдань. Більш коректна назва — підрозділи та частини військової розвідки.
Розвідка ведеться: у мирний час — розвідувальними підрозділами та військовими частинами збройних сил країн; в воєнний час — додатково силами та засобами розвідки об'єднань, з'єднань і військових частин родів військ і спеціальних військ.
Завдання, які покладаються на розвідувальні підрозділи та частини:
- добування відомостей про противника;
- виявлення угруповань противника, що протистоять, їх складу, боєздатності та ймовірного характеру дій;
- викриття систем управління військами і зброєю, радіолокаційного і навігаційного забезпечення;
- виявлення ознак підготовки противника до застосування зброї масового ураження та високоточної зброї;
- уточнення метеорологічної обстановки та інших даних в інтересах застосування засобів ураження, виявлення у противника нових засобів збройної боротьби, встановлення їх призначення, тактико-технічних характеристик;
- знищення або виведення з ладу важливих об'єктів противника, в першу чергу, високоточної зброї, інших ударних засобів, пунктів і засобів управління, засобів розвідки і РЕБ;
- виявлення джерел, районів і характеру радіоелектронних перешкод противника;
- знищення або виведення з ладу важливих державних об'єктів та об'єктів військово-промислового комплексу, дезорганізація роботи оперативного тилу, порушення комунікацій та зрив планомірних перевезень усіма видами транспорту;
- надання допомоги в організації руху опору (партизанського руху) в тилу противника і використання дій цих формувань в інтересах ведення розвідки і проведення спеціальних заходів;
- встановлення характеру, напрямків та інтенсивності перевезень військ і вантажів усіма видами транспорту, стану комунікацій і виявлення їх уразливих місць;
- дорозвідка об'єктів противника для їх ураження та контроль результатів;
- контроль рівнів радіаційного і хімічного зараження місцевості та атмосфери;
- проведення демонстраційних дій.

## Ресурсі Інтернету
- Бронированные разведывательные машины [Архівовано 26 січня 2010 у Wayback Machine.]